# (859) Bouzaréah
(859) Bouzaréah es un asteroide perteneciente al cinturón exterior de asteroides descubierto por Frédéric Sy desde el observatorio de Argel-Bouzaréah, Argelia, el 2 de octubre de 1916.

## Designación y nombre
Bouzaréah fue designado al principio como 1916 c.
Posteriormente, recibió su nombre por la localidad argelina de Bouzaréh, donde se encuentra el observatorio.

## Características orbitales
Bouzaréah orbita a una distancia media de 3,227 ua del Sol, pudiendo alejarse hasta 3,568 ua. Tiene una excentricidad de 0,1058 y una inclinación orbital de 13,51°. Emplea 2117 días en completar una órbita alrededor del Sol.